# Parinari excelsa
Parinari excelsa är en tvåhjärtbladig växtart som beskrevs av Joseph Sabine. Parinari excelsa ingår i släktet Parinari och familjen Chrysobalanaceae. Inga underarter finns listade i Catalogue of Life.